# Salamina (Magdalena)
Salamina es un municipio ubicado al norte del departamento del Magdalena, Colombia a escasos 50 kilómetros de la desembocadura del río Magdalena.  Funciona como punto de conexión de la Vía de la Cordialidad del Magdalena con el Corregimiento Puerto Giraldo en el Departamento del Atlántico. 
Con una población estimada en 11 540 habitantes. 

## Toponimia
Inicialmente fue llamado “Punta Gorda” hasta el año 1812, fecha en que Simón Bolívar llegó a ese pintoresco lugar de la ribera el río, aguijoneado por uno de sus más grandes y tormentosos amores como fue el que le inspiró la bella francesa llamada Anita Lenoit “La Madamita”. Bolívar verificó esta visita a Punta Gorda, persiguiendo la amorosa aventura. Antes de llegar al Piñón, en donde fue depuesto del cargo, por medio de un concejo de oficiales, al Coronel Pedro Labatiut.
Reza, pues, la historia; que el nombre de Salamina fue dado en 1812 por el propio Libertador (por exigencia de “La Madamita”) o en su defecto por el ilustrísimo Obispo que lo acompañaba y quien de seguro impartió la bendición en memorables regocijos públicos Dr. José María Estébez, en honor a la Gran Salamina de Grecia.

## División Político-Administrativa
Además de su Cabecera municipal. Salamina tiene bajo su jurisdicción los siguientes Centros poblados:
- El Salao
- Guáimaro
- La Loma
- La Lomita
- Julepe
- aserradero
- vainillal

## Puntos de interés
- Casa donde habitó Simón Bolívar en 1812 - Patrimonio
- Malecón Municipal a orillas del río Magdalena
- Iglesia Nuestra señora del Tránsito - patrimonio
- Palacio Municipal - patrimonio
- Casas arquitectónicas - patrimonio

## Historia
El Virrey Sebastián Eslava, comisiona al Maestro de Campo de la Provincia de Santa Marta, José Fernando de Mier y Guerra, para asegurar el dominio del territorio y cumplir la orden de concentrar la población libre "arrochelada" que se había dispersado por montes y serranías; además, de reducir a los indios Chimilas. Cumple la tarea el día 15 de septiembre de 1765 de fundar San Miguel de Punta Gorda; y posteriormente, en ese mismo año a Guáimaro.
Su categoría de municipio, fue la Asamblea Legislativa de Magdalena, en el año de 1865 y por Decreto No 22 quien elevó a Salamina a la categoría de distrito. Tal providencia fue incluida más tarde en 1868, en la Ley 36, quedando el nuevo Distrito debidamente legalizado.
El desarrollo social y económico de la cabecera ha estado marcado, históricamente desde principios de siglo, por las actividades agropecuarias, fluvial y comercial, lo cual le representó un auge significativo durante los primeros cincuenta años del anterior siglo. Sin lugar a dudas, a ello contribuyó el efecto de sus fuertes vínculos con el comercio de Barranquilla y su importante y estratégica localización sobre el río Magdalena y el Departamento del Atlántico con relación a las poblaciones del interior del departamento del Magdalena, sobre las cuales debía configurarse un importante mercado regional.
La segunda mitad del presente siglo se inicia con una notoria disminución de las actividades industriales, comerciales motivadas en gran parte por los cambios introducidos en la orientación de la economía nacional, particularmente por efecto del proceso de “sustitución de importaciones”, hecho que significó el retorno a fuertes medidas proteccionistas con la consecuente disminución de las actividades ya especificadas a nivel local. Hoy en día, frente a los cambios de orientación de la economía local y regional y la consecuente adaptación de la estructura económica nacional ante hechos tan significativos como la apertura de mercados e internacionalización, nuestra comarca encuentra un escenario de importantes posibilidades de desarrollo a partir de sus propias potencialidades, que exigen readecuar todas sus bases de infraestructura y disposición territorial para prepararla convenientemente a estos significativos cambios.
Frente a estas circunstancias, nuestra población “compite” hoy en día por la captación de actividades productivas, comerciales, financieras y de servicios que contribuyan a la generación de su propio desarrollo social y económico y por extensión al de su entorno municipal, departamental y regional. La Administración del Municipio de Salamina no es ajena a estos hechos sociales, económicos y culturales de orden global, por lo que, por vía de la implementación del presente Plan de Desarrollo, espera contribuir a su fortalecimiento urbano.

## Servicios públicos
- Energía Eléctrica: Air-e, del grupo EPM, es la empresa prestadora del servicio de energía eléctrica.
- Gas Natural: Gases del Caribe es la empresa distribuidora y comercializadora de gas natural en el municipio.